# NGC 2217
NGC 2217 is een balkspiraalstelsel in het sterrenbeeld Grote Hond. Het hemelobject werd op 20 januari 1835 ontdekt door de Britse astronoom John Herschel.

## Synoniemen
- ESO 489-42
- MCG -5-15-10
- AM 0619-271
- IRAS 06196-2712
- PGC 18883